# Rusudan Goletiani
Rusudan Goletiani est une joueuse d'échecs soviétique puis géorgienne puis américaine née le 8 septembre 1980 à Soukhoumi et maître international depuis 2009.

## Biographie et carrière
Représentant la Géorgie, Rusudan Goletiani remporta le championnat du monde de moins de 14 ans en 1994 et le championnat du monde des moins de 16 ans en 1995 (avec 9 points sur 11) et le championnat du monde des moins de 18 ans en 1997. Elle fut médaille de bronze au championnat d'Europe d'échecs junior féminin en 1998.
Grand maître international féminin depuis 1999, elle s'installa aux États-Unis en 2000.
Dans les années 2000, elle fut championne des États-Unis en 2005 après un départage contre Tatev Abrahamyan. Elle remporta le championnat continental panaméricain féminin en 2003 et finit deuxième en 2005.
Elle représenta les États-Unis lors de trois olympiades (2006, 2008 et 2012), remportant la médaille d'argent par équipe et la médaille d'argent individuelle au troisième échiquier en 2008 en marquant 9 points sur 11 sans défaite.
Elle reçut le titre mixte de maître international en 2009 et participa au championnat du monde d'échecs par équipes féminines la même année.